# Ulrich Mosch
Ulrich Mosch (* 1955 in Stuttgart) ist ein deutscher Musikwissenschaftler.

## Werdegang
Mosch studierte zunächst Schulmusik an der Staatlichen Hochschule für Musik und Theater sowie Germanistik und Musikwissenschaft an der Universität Hannover und an der Technischen Universität in Berlin bei Carl Dahlhaus und Helga de la Motte-Haber. Er wurde mit einer Arbeit über das Musikalische Hören serieller Musik promoviert.
1986 bis 1988 war er als Assistent der wissenschaftlichen Leitung des Funkkollegs „Musikgeschichte“ aktiv. 1989 bis 1990 wirkte er als Assistent am Staatlichen Institut für Musikforschung Preußischer Kulturbesitz in Berlin.
Gemeinsam mit Gianmario Borio war Mosch 1990, 1992 und 1994 als Dozent für Musikästhetik bei den Darmstädter Ferienkursen für Neue Musik tätig.
Von 1990 bis 2014 war Mosch Wissenschaftlicher Mitarbeiter der Paul-Sacher-Stiftung in Basel. Dort war er für mehr als vierundzwanzig Nachlässe und Sammlungen von Musikhandschriften und anderen Dokumenten von Komponisten verantwortlich, unter anderem für die Sammlungen Igor Strawinsky, Luciano Berio, Hans Werner Henze, Helmut Lachenmann und Wolfgang Rihm sowie für die Sammlung der Dokumentarfilme von Barrie Gavin. Mosch ist Mitglied des Beirates der Zeitschrift Positionen. Texte zur aktuellen Musik.
2004 habilitierte er sich an der Paris-Lodron-Universität Salzburg. Zum Wintersemester 2014/15 folgte er einem Ruf an die Université de Genève, wo er bis zu seiner Emeritierung 2020 die Abteilung Musikologie leitete. Seit 2017 gehört er dem Kuratorium der Ernst von Siemens Musikstiftung an.

## Veröffentlichungen
Mosch ist u. a. Herausgeber der Schriften von Wolfgang Rihm und verfasste zahlreiche Schriften zur Musik, Musikgeschichte und Musikästhetik vorwiegend des 20. und 21. Jahrhunderts.